# Gradovi na putu tamjana u pustinji Negev
Gradovi na putu tamjana u pustinji Negev su arheološki lokaliteti gradova na drevnom putu tamjana u pustinji Negev, južni Izrael. Četiri grada (Avdat, Haluza, Mamšit i Šivta) su izravno spajala put tamjana, ali i put začina sa Sredozemljem. Izgradili su ih Nabatejci, staro arapsko pleme Hašemitskog kraljevstva s prijestolnicom u Petri (također svjetska baština od 1985.). Svaki od njih je višestruka utvrda s poljoprivrednim zemljištem u izrazito pustinjskom krajoliku sa sustavima navodnjavanja i karavan-sarajima. Zajedno predstavljaju značaj i važnost plodonosne trgovine tamjanom i mirtom koja se obavljala od južne Arabije do Sredozemlja, a koja je na svom vrhuncu, od 3. stoljeća pr. Kr. do 2. stoljeća, prolazila kroz raskošne gradove. Plodovi ove trgovine su najvidljiviji u ruševinama gradova u pustinji Negev koji su se u negostoljubivom krajoliku mogli razviti samo zahvaljujući razvijenoj trgovini.
Oni su, zajedno s pripadajućim utvrdama i poljoprivresnim zemljištem, upisani na UNESCO-ov popis mjesta svjetske baštine u Aziji i Oceaniji 205. godine.

## Popis lokaliteta
| Slika | Ime                                    | Vrijeme                     | Lokacija | Koordinate                                | Opis |
| ----- | -------------------------------------- | --------------------------- | -------- | ----------------------------------------- | --- |
|       | Avdat (עבדת‎) (عبدات‎, Abdat) ili Obodat | 7. – 1. stoljeća pr. Kr.    | Negev    | 30°47′38″N 34°46′23″E / 30.794°N 34.773°E | Ovaj grad je nakon Petre bio najvažniji nabatejski grad na putu tamjana prema Gazi. Osim Nabatejaca u njemu su živjeli i Rimljani, a kasnije i Bizantinci. Prozvan je prema nabatejskom kralju Obodasu I. koji je smatran božanstvom, a sahranjen je u ovom gradu. |
|       | Haluza (חלוצה‎) ili Elusa               | 3. stoljeća pr. Kr.- 2. st. | Negev    | 31°05′49″N 34°39′07″E / 31.097°N 34.652°E | Ovaj grad je jedan od dva za koja se smatra kako je riječ o biblijskom gradu Ziklagu. Arheološki lokalitet je oštećen zbog čestog premještanja pustinjskog pijeska, ali pronađeni su nabatejska ulica s dvije crkve, kazalište, preša za vino i toranj. Iskapanja nisu provođena profesionalno i lokalitet danas izgleda očajno.                                                                   |
|       | Mamšit (ממשית‎) ili Memfis              | 1. stoljeće pr. Kr.         | Negev    | 31°01′30″N 35°03′50″E / 31.025°N 35.064°E | Grad je bio važno raskršće putova Arabah-Ma'ale Akrabim i Tel Beer Ševa-Hebron-Jeruzalem. Pokriva više od 40,000 m² i najmanji je, ali i najbolje sačuvani grad na putu tamjana u pustinji Negev. Nekad raskošni grad ima građevine neobične arhitekture koji nisu pronađeni nigdje drugdje. One imaju otvorene sobe, dvorišta, terase i neobično precizno isklesane lukove koji podupiru svodove. |
|       | Šivta ili Subajtah (שבטה‎)              | 5. – 9. stoljeća            | Negev    | 30°53′N 34°38′E / 30.88°N 34.63°E         | Bizantska poljoprivredna kolonija na putu tamjana i odmaralište hodočasnika na putu prema samostanu svete Katarine na Sinaju. Tu su pronađene tri bizantske crkve, dvije preše za vino, stambena zona i upravne zgrade. Nakon što su ga uništili Arapi u 7. stoljeću, biva potpuno napušten do 9. stoljeća.                                                                                        |